# Massimo Introvigne

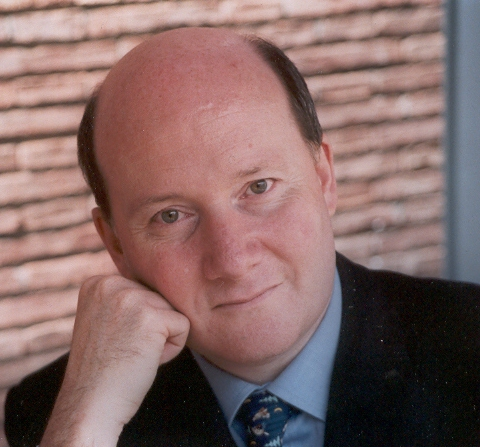
Massimo Introvigne

Massimo Introvigne (* 14. Juni 1955 in Rom) ist italienischer Soziologe und Jurist, Professor für Religionssoziologie an der Päpstlichen Universität der Salesianer, ehemaliger Religionsprofessor an der Päpstliches Athenaeum Regina Apostolorum, Gründungsdirektor des Zentrums für Studien über neue Religionen (CESNUR), Exekutivsekretär der Piemontesischen Gesellschaft für Religionssoziologie, ehemaliger Vertreter des OSZE-Vorsitzenden zur Bekämpfung des Rassismus, der Fremdenfeindlichkeit und Diskriminierung von Christen und Vertretern anderer Religionen. Seit 2012 ist er Vorsitzender des Komitees für Religionsfreiheit, das vom italienischen Außenministerium eingerichtet wurde. Er fungierte beim Thema neue religiöse Bewegungen als Berater für Regierungen, Strafverfolgungsbehörden und Kirchen mehrerer europäischer Länder.
Introvigne hat etwa 60 Bücher auf Italienisch und mehr als 100 Artikel in wissenschaftlichen Zeitschriften zu Themen wie neue religiöse Bewegungen, religiöser Pluralismus in der modernen Gesellschaft und moderne westliche Esoterik verfasst. Einige Bücher von ihm wurden in Englisch, Deutsch, Französisch, Spanisch und anderen Sprachen übersetzt und veröffentlicht. Er ist Mitautor der preisgekrönten Enciclopedia delle Religioni in Italia (Enzyklopädie der Religionen in Italien), Mitglied der Redaktion der wissenschaftlichen Zeitschrift Interdisciplinary Journal of Religions (herausgegeben von der Baylor University) und war Mitglied der Redaktion von Nova Religio.

## Biografie
1975 absolvierte Introvigne die Päpstliche Universität Gregoriana mit einem Bachelor-Abschluss (Laurea) in Philosophie. 1979 promovierte er an der Universität Turin. Seine Dissertation über die Philosophie des Rechts Diese zwei Anfänge in der Rawls'schen Theorie der Gerechtigkeit (I due principi di giustizia nella teoria di Rawls) wurde in Form von der abgesonderten Monographie in Mailand von wirtschaftlich-juristischen Verlag Giuffrè Editore veröffentlicht. Er unterrichtete von 1979 bis 1985 am juristischen Institut der Universität Turin. Introvigne unterrichtete Soziologie und die Geschichte der religiösen Bewegungen an den theologischen Fakultäten der Päpstlichen Universität Santa Croce und Päpstliches Athenaeum Regina Apostolorum, sowie Soziologie an der Università Europea di Roma.
Neben seiner Muttersprache Italienisch spricht er Englisch, Spanisch und Französisch.

## Wissenschaftlicher Werdegang
Introvigne ist Autor von etwa 60 Büchern auf Italienisch und mehr als 100 Artikeln in wissenschaftlichen Zeitschriften. Einige seiner Bücher wurden übersetzt und auf Englisch, Deutsch, Französisch, Spanisch und in anderen Sprachen veröffentlicht. Introvigne ist Mitautor des wissenschaftlichen Wörterbuches und Nachschlagewerkes Enzyklopädie der Religionen Italiens (Enciclopedia delle Religioni in Italia), die im Jahr 2001 von Verlag Elledici veröffentlicht wurde. 2006 folgte die 2. Ausgabe mit Änderungen und Ergänzungen, und 2013 erschien die 3 Ausgabe. Introvigne ist oder war Mitglied der Redaktionskollegien wissenschaftlichen Zeitschriften wie Nova Religio und Interdisciplinary Journal of Research on Religion, herausgegeben von der privaten Baylor University.
Der österreichische Autor und Esoterik-Fachmann Hans Thomas Hakl bezeichnete Introvigne 2014 als „äußerst produktiven Autor von überaus informativen Werken zur Geschichte der Esoterik“.
Mitautoren von Introvigne waren der amerikanische Soziologe James T. Richardson sowie die italienischen Soziologen PierLuigi Zoccatelli, Verónica Roldán und Nelly Ippolito Macrina. Zusammen mit dem amerikanischen Religionssoziologen Rodney Stark, dem Vorsitzenden der Gesellschaft für das Studium der Religion (USA), schrieb er die Monographie Gott ist wiedergekommen (italienisch Dio è tornato).

### Zentrum für Studien über neue Religionen (CESNUR)
1988 gründete Introvigne zusammen mit einem internationalen Team von Religionswissenschaftlern und Religionssoziologen das Zentrum für Studien über neue Religionen (CESNUR). Es ist in Turin mit Unterstützung der römisch-katholischen Kirche tätig und beschäftigt sich hauptsächlich mit der Erforschung neuer religiöser Bewegungen. Das Zentrum organisiert jährlich große internationale wissenschaftliche und praktische Konferenzen, an denen viele Wissenschaftler teilnehmen. Die große Bibliothek des Zentrums enthält eine reiche Sammlung von Introvignes Büchern über neue religiöse Bewegungen.

### Zentrum für das Studium der Populärkultur (CESPOC)
Ein weiteres Thema von Introvignes Tätigkeit war die Popkultur. Er fungierte als Kurator mehrerer Ausstellungen zur Vampirmythologie und zum Image von Dracula in der Kultur. Introvigne veröffentlichte auch Übersichtsartikel über kulturelle Ereignisse in den Zeitungen Avvenire, Il Domenicale, Il Giornale, Il Foglio, Libero und La Stampa. 2005 war er Mitbegründer des italienischen Zentrums für das Studium der Populärkultur (italienisch Centro Studi sulla Popular Culture) (CESPOC).
Im Jahr 2006 war Introvigne Kurator einer virtuellen Ausstellung über die Phänomene einer populären Kultur mit dem Titel Dai Beati Paoli al Codice da Vinci: mito del complotto nel feuilleton (deutsch etwa: Von Beati Paoli bis zum Da Vinci Code: der Verschwörungsmythos im Feuilleton).

## Transylvanian Society of Dracula
1995 gründete Introvigne die italienische Abteilung der Transylvanian Society of Dracula, der historischen und kulturellen Assoziation, die Menschen, die sich für die Erkundung der Vampir-Folklore interessieren, und insbesondere Legenden über Dracula vereint.

## Juristische Tätigkeit
Massimo Introvigne ist auch in der Rechtsberatung in internationalen Unternehmen tätig. Seit 1983 ist er Partner der Anwaltskanzlei Jacobacci & Partners. Seine Spezialgebiete sind geistiges Eigentum, insbesondere Schutz von Markenzeichen und Haute Couture. In den Jahren 1980–1995 arbeitete Introvigne als Rechtsberater in Fragen des geistigen Eigentums. Er war Experte für mehr als 150 Fälle von geistigem Eigentum. Er ist Mitautor von zwei Monographien und Autor mehrerer wissenschaftlicher Artikel zum intellektuellen Recht.
Er ist einer der internationalen Schiedsrichter der Weltorganisation für geistiges Eigentum.

## Gesellschaftliche Tätigkeit
Im Jahr 2011 war Massimo Introvigne der Vertreter des Vorsitzenden der Kommission der Organisation für Sicherheit und Zusammenarbeit in Europa (OSZE) zur Bekämpfung von Rassismus, Fremdenfeindlichkeit und Diskriminierung.
Seit 1971 war er Mitglied der Katholischen Allianz, die sich mit dem Studium und der Verbreitung der katholischen Lehre in der Welt beschäftigte. Im Jahr 2008 wurde er stellvertretender Vorsitzender der Allianz, aber am 23. April 2016 trat er „aus persönlichen und beruflichen Gründen“ von dieser Stelle zurück und beendete die Mitgliedschaft in dieser Organisation.
Im Mai 2018 veröffentlichte Massimo Introvigne als Chefredakteur das Online-Magazin Bitter Winter, das täglich in acht Sprachen erscheint. Bitter Winter veröffentlicht Nachrichten, Dokumente und Zeugenberichte über religiöse Verfolgung in China. Die Artikel stammen von einem Netzwerk aus mehreren hunderten Korrespondenten, die über sämtliche chinesische Provinzen verteilt sind.

## Bibliografie
Werke auf Italienisch
- Le nuove religioni. Testimonianze, 1991, ISBN 978-88-7198-090-4.
- Il ritorno dello gnosticismo. Nuove Spiritualità, 1997, ISBN 978-88-7198-216-8.
- Heaven's Gate. Elledici, 1997, ISBN 978-88-01-00926-2.
- Il satanismo. Elledici, 1997, ISBN 978-88-01-00799-2.
- mit Fray Benigno: Nuestra Batalla Espiritual. Claretiana, 2000, ISBN 978-950-512-852-5.
- Osama bin Laden. Apocalisse sull'Occidente. Elledici, 2001, ISBN 978-88-01-02374-9.
- I mormoni. Dal Far West alle Olimpiadi. Elledici, 2001, ISBN 978-88-01-02358-9.
- Il ritorno della magia. Ancora, 2002, ISBN 978-3-451-23749-2.
- Testimoni di Geova: già e non ancora. Elledici, 2002, ISBN 978-88-01-02375-6.
- Il cappello del mago. I nuovi movimenti magici, dallo spiritismo al satanismo. Testimonianze, 2003, ISBN 978-88-7198-021-8.
- Hamas. Fondamentalismo islamico e terrorismo suicida in Palestina. Elledici, 2003, ISBN 978-88-01-02639-9.
- mit J. Gordon Melton: L'ebraismo moderno. Elledici, 2004, ISBN 978-88-01-03027-3.
- Massimo Introvigne, Laurence R. Iannaccone: Il mercato dei martiri. L'industria del terrorismo suicida. I Draghi, 2004, ISBN 978-88-7180-514-6.
- La nuova guerra mondiale. Scontro di civiltà o guerra civile islamica? SugarCo, Milano 2005, ISBN 978-88-7198-493-3.
- Gli illuminati e il Priorato di Sion. La verità sulle due società segrete del Codice da Vinci e di Angeli e Demoni. Piemme, 2005, ISBN 978-88-384-1047-5.
- Il dramma dell'Europa senza Cristo. Il relativismo europeo nello scontro delle civiltà. SugarCo, Milano 2006, ISBN 978-88-7198-513-8.
- mit Franco Cardini, Marina Montesano: Il santo Graal. Giunti Pocket, Florenz 2006, ISBN 978-88-09-04694-8.
- La Turchia e l'Europa. Religione e politica nell'Islam turco. SugarCo, Milano 2006, ISBN 978-88-7198-506-0.
- mit Domenico Maselli: I fratelli. Una critica protestante della modernità. Elledici, 2007, ISBN 978-88-01-03644-2.
- Il segreto dell'Europa. Guida alla riscoperta delle radici cristiane. SugarCo, Milano 2007, ISBN 978-88-7198-540-4.
- Una battaglia nella notte. Plinio Corrêa de Oliveira e la crisi del secolo XX nella Chiesa. SugarCo, Milano 2008.
- mit Piermarco Ferraresi: Il Papa e Joe l'idraulico. La crisi economica e l'enciclica Caritas in Veritate. Fede & Cultura, Verona 2009, ISBN 978-88-6409-026-9.
- I satanisti. Storia, riti e miti del satanismo. SugarCo, Milano 2010, ISBN 978-88-7198-587-9.
- Il simbolo ritrovato. Massoneria e società segrete: la verità oltre i miti. Piemme, 2010, ISBN 978-88-384-3495-2.
- Tu sei Pietro. Benedetto XVI contro la dittatura. SugarCo, Milano 2010, ISBN 978-88-7198-606-7.
- mit Pierluigi Zoccatelli: La messa è finità? Pratica cattolica e minoranze religiose nella Sicilia centrale. Sciascia, 2010, ISBN 978-88-8241-338-5.
- Islam. Che sta succedendo? Le rivolte arabe. La morte di Osama Bin Laden. L'esodo degli immigrati. Argomenti, Milano 2011, ISBN 978-88-7198-618-0.
- Attacco a Benedetto XVI. Il Papa, la pedofilia e il documentario “Sex Crimes and the Vatican”. Fede & Cultura, 2012, ISBN 978-88-89913-48-2.
- Il segreto di papa Francesco. Argomenti, Milano 2013, ISBN 978-88-7198-664-7.
- L'eredità di Benedetto XVI. Quello che papa Ratzinger lascia al suo successore Francesco. Argomenti, Milano 2013, ISBN 978-88-7198-655-5, S. 430.
- Pedofilia. Una battaglia che la Chiesa sta vincendo. SugarCo, Milano 2014, ISBN 978-88-7198-667-8.
- mit Luigi Zoccatelli: L'isola che c'è. Le comunità protestanti in Sicilia. Lussografica, Caltanissetta 2014, ISBN 978-88-8243-269-0.
- Sì alla famiglia! Manifesto per un'istituzione in pericolo. SugarCo, Milano 2014, ISBN 978-88-7198-670-8.
- I Testimoni di Geova. Chi Sono, Come Cambiano. Edizioni Cantagalli, Siena 2015, ISBN 978-88-6879-124-7.
- Il fondamentalismo dalle origini all'ISIS. SugarCo, Milano 2015, ISBN 978-88-7198-694-4.
- mit Alfredo Mantovano, Giovanni Serpelloni: Libertà dalla droga. Diritto, scienza, sociologia. SugarCo, Milano 2015, ISBN 978-88-7198-687-6.
- La dottrina sociale di Leone XIII. ISBN 978-88-6409-070-2.

Werke auf Deutsch
- mit Eckhard Türk: Satanismus. Herder, Freiburg 1995, ISBN 978-3-451-23749-2.
- Hubert Seiwert (Hrsg.): Schluss mit den Sekten! Die Kontroverse über Sekten und neue religiöse Bewegungen in Europa. diagonal, Marburg 1998, ISBN 978-3-927165-50-2.
- J Gordon Melton, Massimo Introvigne (Hrsg.): Gehirnwäsche und Sekten: Interdisziplinäre Annäherungen. diagonal, Marburg 2000, ISBN 978-3-927165-63-2.